# カリム・アイヌーズ
カリム・アイヌーズ（Karim Aïnouz、英発音：/kəˈriːm aɪˈnuːz/、葡発音：[kɐˈɾĩ ajˈnus]、1966年1月17日 - ）は、ブラジルの映画監督、ビジュアル・アーティスト。日本では、カリン・アイヌーズ、カリム・アイノズなどと表記されることがある。

## 経歴
カリム・アイヌーズは、1966年1月17日、ブラジル北東部地域のセアラー州フォルタレザで生まれた。父親はアルジェリア人、母親はブラジル人だった。彼は、1990年代以来、長編・短編、創作・ドキュメンタリーを問わず、多くの映画作品を発表してきた。
2019年公開の映画『見えざる人生』では、第72回カンヌ国際映画祭の「ある視点」部門でグランプリを獲得した。また、2023年公開の映画『ファイアーブランド ヘンリー8世最後の妻』は、16世紀イングランド王国の暴君ヘンリー8世の治世を舞台としており、ブラジル人であるアイヌーズにとっては、初の英語作品となった。

## 主な監督作品

### 映画
- O Preso （1992年）
- Seams （1993年）
- Madame Satã（pt）（2002年）
- 『スエリーの青空』（pt） - O Céu de Suely （2006年）
- Viajo Porque Preciso, Volto Porque Te Amo（pt）（2009年）
- O Abismo Prateado（pt）（2011年）
- 『もしも建物が話せたら』 - Cathedrals of Culture （2014年）
  - オムニバス形式のドキュメンタリー映画[7]。全6話のうち「ポンピドゥー・センター」の監督を担当[7]。
- Praia do Futuro（pt）（2014年）
- 『見えざる人生』 - A Vida Invisível （2019年）
- 『ファイアーブランド ヘンリー8世最後の妻』 - Firebrand （2023年）
- Motel Destino（pt）（2024年）

### テレビ
- Alice（pt）（2008年）

## その他の作品

### 映画（脚本のみ担当した作品）
- 『ビハインド・ザ・サン』 - Abril Despedaçado （2001年）
- Cidade Baixa（pt）（2005年）
- Cinema, Aspirinas e Urubus（pt）（2005年）